# Oxbüll (Wees)
Oxbüll (dänisch: Oksbøl) ist ein kleines Dorf und gehört heute zur Gemeinde Wees, am Rande von Flensburg-Mürwik.

## Geographie
Oxbüll besteht aus zwei Teilen, Oxbüll-Nord und Oxbüll-Süd, die durch die Nordstraße (B 199) getrennt sind. Das ursprüngliche Bauerndorf liegt nördlich und hat sich seit dem 19. Jahrhundert in seiner Erscheinung und Größe nur wenig verändert. Besonders präsent zeigt sich heute auf Grund seiner Lage der Hof Oxbüll-Nord 9, mit seinem reetgedeckten Wohn- und Wirtschaftsgebäude. Es liegt heutzutage direkt an der Nordstraße, die nach Flensburg führt. Der besagte Hofladen Oxbüll-Nord verkauf Eier und Geflügel. Die Straße Oxbüll-Nord verläuft weiter bis nach Ulstrup, einem Weeser Vorort von Glücksburg. Der südliche Teil von Oxbüll besteht aus neueren Bauten und grenzt unmittelbar an den Weiler Rosgaard. Die Straße Oxbüll-Süd führt in Verlängerung mit der Straße Rosgaard nach Rüllschau, das heute zur Gemeinde Hürup gehört. Flensburg-Mürwik liegt 2 Kilometer entfernt von Oxbüll. Mürwiks Zentrum, der Twedter Plack, liegt ungefähr 5 Kilometer entfernt.

## Geschichte
Die Namensherkunft des Dorfes ist unklar. Hans Nicolai Andreas Jensen ging davon aus, dass der Name auf den „Hof eines Ocko“ zurückgehen würde. Eine andere offensichtlichere Vermutung, geht davon aus, dass der Name vom Ochsen abgeleitet sei. Offenbar lebten in dem Gebiet schon in alten Zeiten Menschen, denn in der Nähe von Oxbüll wurden mehrere Grabhügel entdeckt. 1582 wurde Oxbüll offenbar erstmals erwähnt. Zu dieser Zeit übernahm Johann der Jüngere das Gebiet. Früher lag wohl direkt südlich von Oxbüll das Dorf Rubüll (dän. Rubøl), das aber irgendwann verschwunden war. Um 1922 existierte auf dem Oxbüllfeld, im Bereich des heutigen südlichen Oxbülls, das Wirtshaus Rübelei (dän. Rubølled Kro), das mit seinem Namen an Rubüll erinnerte. Der Name des Wirtshauses Rübelei ist noch heute auf Stadtkarten als Ortsbezeichnung für das besagte Gebiet zu finden. Eine Karte zur preußischen Landesaufnahme von 1879 zeigt die nördlichen Höfe Oxbülls, die auch damals schon bestanden. Um 1900 soll bei Oxbüll eine Mühle existiert haben, die aber vor dem Zweiten Weltkrieg stillgelegt wurde. 1910 lebten in Oxbüll 203 und im Jahre 1919 nur noch 176 Einwohner. Bei der Volksabstimmung in Schleswig 1920 stimmten die Einwohner Oxbülls mit in der zweiten Zone ab. 130 Stimmen entfielen auf Deutschland und 14 auf Dänemark. Die Einwohnerzahl Oxbülls schwankte in den Jahren danach weiter: 1925 lebten 178 Einwohner, 1933 193 Einwohner und 1939 187 Einwohner in Oxbüll. Erst nach dem Zweiten Weltkrieg wuchs das Dorf durch einige Neubauten an der Straße Richtung Wees und dem heutigen Oxbüll-Süd beziehungsweise Rubüll oder Rübelei.

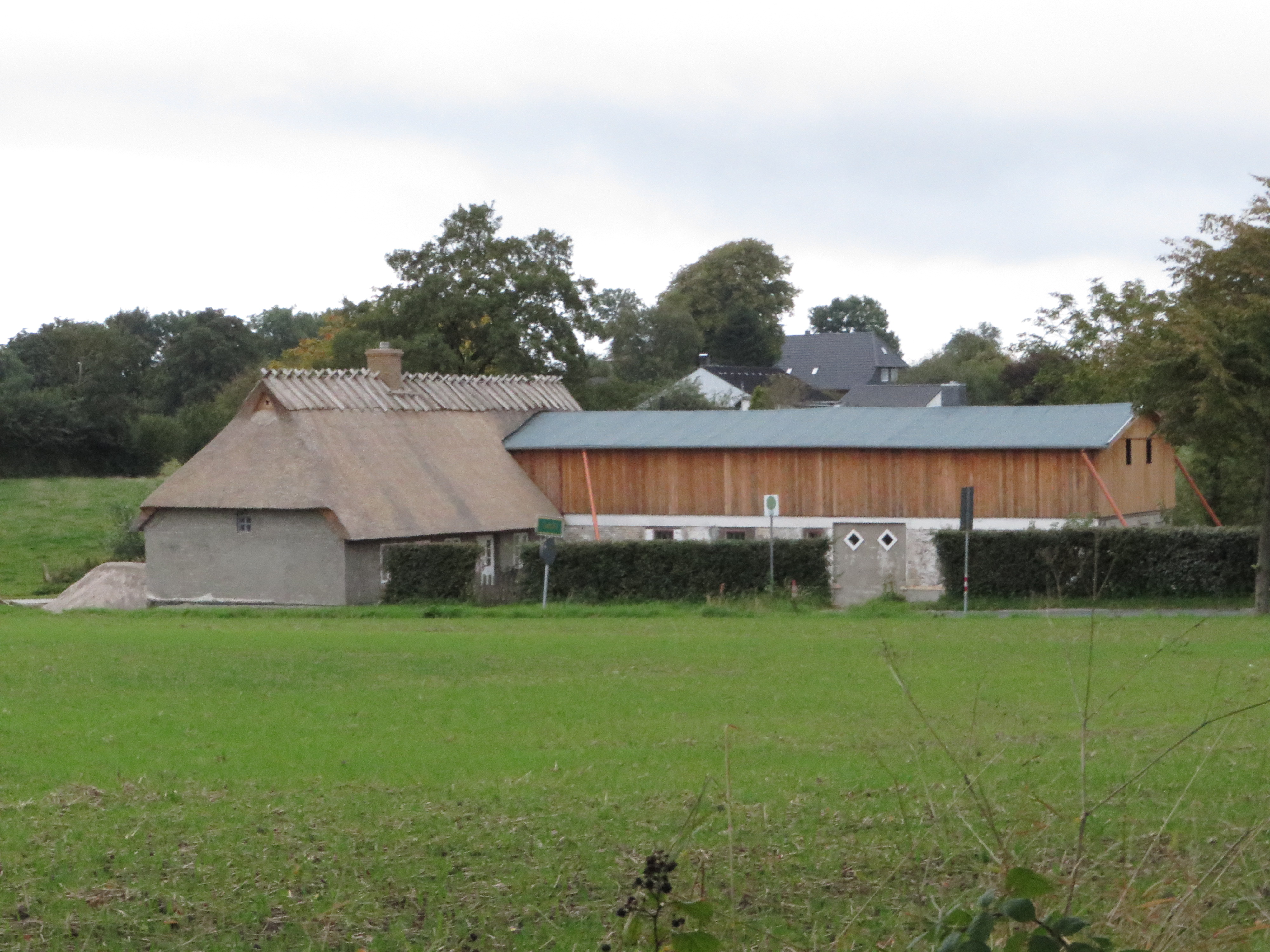
Hof Oxbüll-Nord 8 (August 2014)
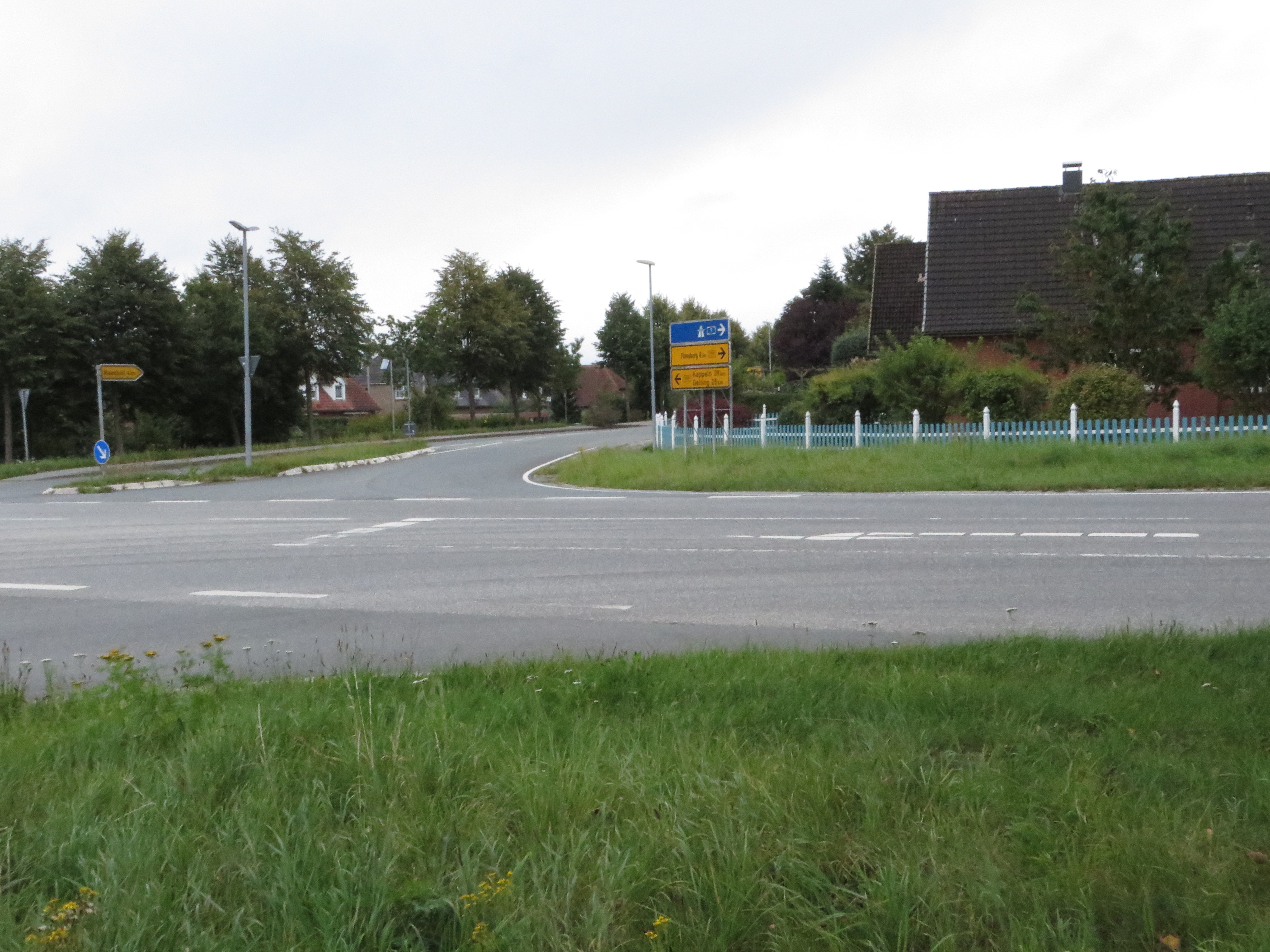
Kreuzung Nordstraße und Oxbüll (August 2014, Blick nach Süden)
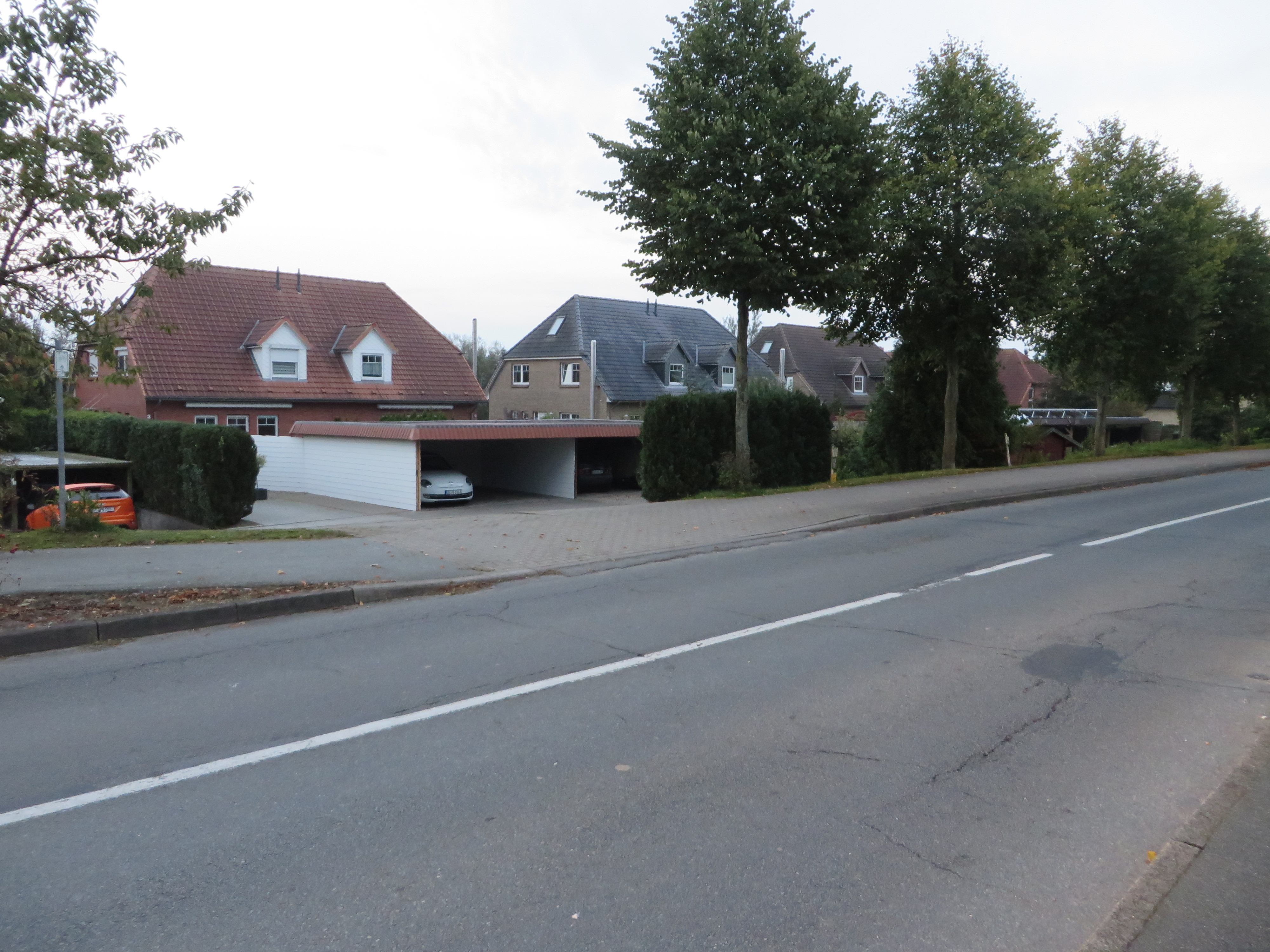
Häuser Oxbüll-Süd (Oktober 2015)
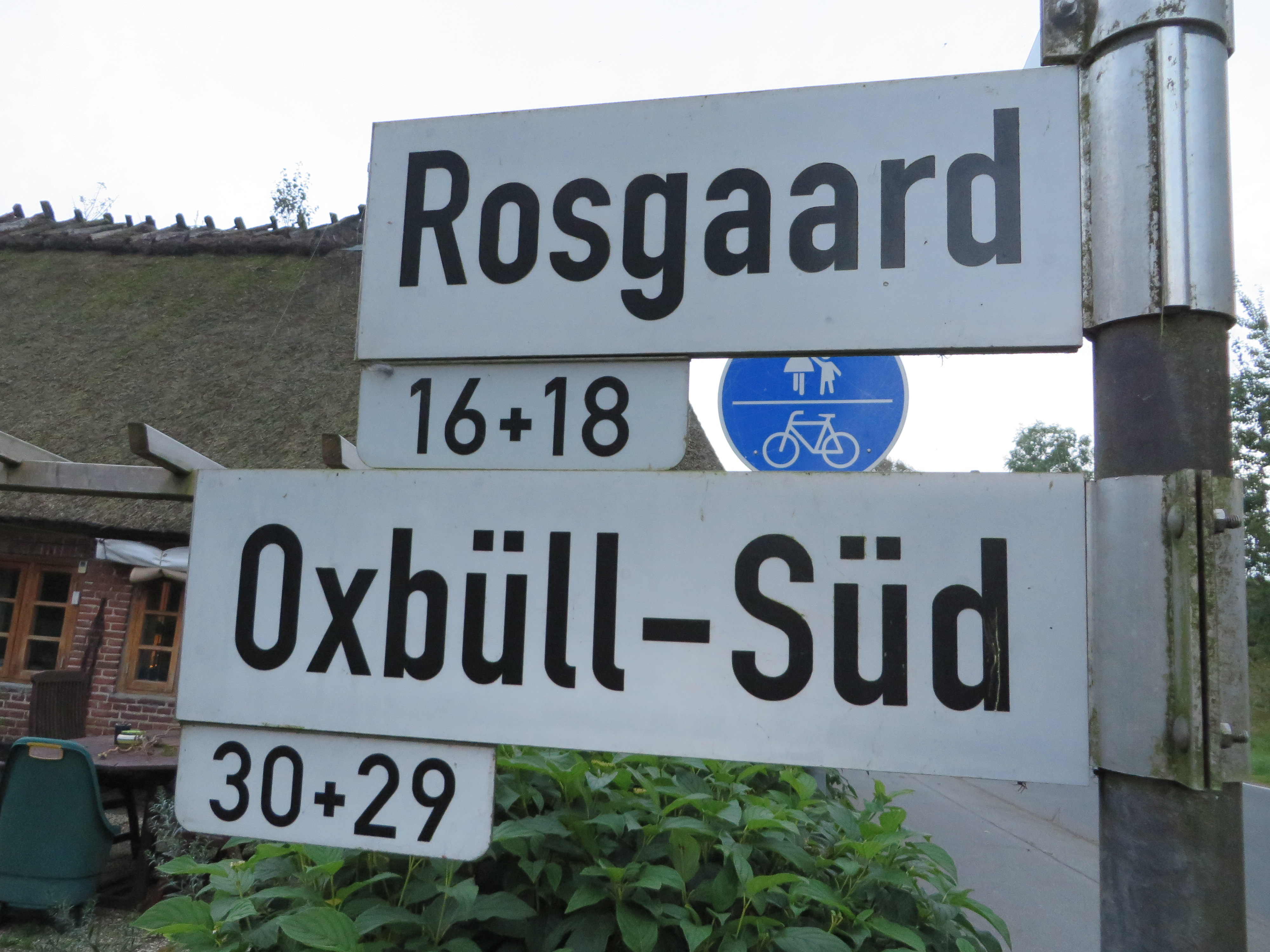
Straßenschilder Oxbüll-Süd und Rosgaard